# 京都府立聾学校
京都府立聾学校（きょうとふりつ ろうがっこう）は、京都府京都市右京区御室大内にある府立聾学校。
京都府南部（京都市を含む）在住の聴覚障害を抱える児童・生徒が主に学ぶ。
1878年、「京都盲唖院」として日本で最初に設立された、障害を持つ児童・生徒のための教育の場である。
北部地域には舞鶴市に「舞鶴分校」が設置されている。
舞鶴分校は京都府立盲学校と共に分校を開設しているが、舞鶴分校盲学校は2011年4月より休校中。

## 所在地
本校
- 〒616-8092 京都府京都市右京区御室大内4

舞鶴分校
- 〒624-0853 京都府舞鶴市字南田辺83番地

## 設置学部
本校
- 幼稚部
- 小学部
- 中学部
- 高等部（普通科、情報科、京都アート科）
- その他
  - 早期教育（さくらんぼ教室）
  - 聴言室
  - 通級指導教室

### 設置学部・舞鶴分校
- 幼稚部
- 小学部

## 沿革
本校
- 1878年（明治11年） 5月24日 - 「日本最初盲唖院」として開校。
- 1879年（明治12年） 9月  - 京都府庁前に校舎完成、移転。
- 1881年（明治14年）-  寄宿舎開設、工学場（職業科教室）完成。
- 1889年（明治22年） - 京都市へ移管。
- 1903年（明治36年）- 創立25周年式典
- 1925年（大正14年）4月1日 - 聾唖学校令（大正12年）により盲唖院を分離、京都市立聾唖学校と改称。
- 1931年（昭和6年）4月1日 - 京都市府へ移管し、京都府立聾唖学校と改称。
- 1932年（昭和7年）4月1日 - 京都府立聾学校へと改称。
- 1951年（昭和26年） - 現在地へ移転。
- 1952年（昭和27年）6月16日 - 舞鶴市に盲・聾分校開設。
- 1961年（昭和36年）4月1日 - 幼稚部を開設。
- 1968年（昭和43年） - 創立90周年記念行事
- 1978年（昭和53年） - 開学100周年記念行事
- 1988年（昭和63年） - 開学110周年記念行事
- 1998年（平成10年） - 開学120周年記念行事
- 2001年（平成13年） - 校歌制定
- 2007年（平成19年） - 聴覚支援センター開設
- 2024年（令和6年） - 南部視覚・聴覚支援センター開設（京都府立南山城支援学校内）

（出典）

### 沿革・舞鶴分校
（聾学校に該当する内容を抜粋）
- 1952年（昭和27年）
  - 6月16日 - 舞鶴分校（盲・聾分校）開設。舞鶴市西公民館を仮校舎として開校式。（盲2名・聾3名）
  - 10月31日 - 舞鶴市南田辺（現在地）に移転
- 1953年（昭和28年） 3月18日 - 新校舎開校記念式
- 1956年（昭和31年）12月31日 - 寄宿舎竣工
- 1959年（昭和34年）10月11日 - 運動場完成
- 1971年（昭和46年） 4月 1日 - 聾分校に幼稚部設置
- 1984年（昭和59年） 4月26日 - 教室・管理棟完成
- 1985年（昭和60年）
  - 3月30日 - 寄宿舎改築完成
  - 4月 1日 - 聾分校中学部 本校に統合
- 1987年（昭和62年） 3月20日 - 新体育館完成
- 2002年（平成14年） 6月16日 - 開校50周年記念行事
- 2004年（平成16年） 3月31日 - グラウンド・中庭等の改修
- 2007年（平成19年） 4月 1日 - 京都府北部視覚支援センター及び京都府北部聴覚支援センター開設
- 2011年（平成23年） 4月 1日 - 京都府立盲学校舞鶴分校 休校
- 2018年（平成30年） 2月17日 - 開校65周年記念行事

（出典）